# 呉越

呉越
呉越

  呉越

呉越（ごえつ、907年 - 978年）は、中国五代十国時代に現在の杭州市を中心に浙江省と江蘇省の一部を支配した国。

## 歴史

### 初代・銭鏐
建国者の銭鏐は杭州の出身で、若い頃は塩の密売に関わった無頼の徒であった。唐末の黄巣の乱の時にこの地で董昌が現地の土豪を中心とした兵士をまとめて杭州八都（こうしゅうはっと）と呼ばれる軍団を作り、銭鏐はこれに参加して浙東観察使の劉漢宏との戦いで功績を上げ、887年1月に故郷の杭州刺史とされた。その後は杭州八都を自らの物とし、流賊の孫儒や、浙東で帝位を僭称したかつての主君の董昌、さらに淮南の楊行密らと抗争して蘇州・常州を確保。896年に鎮海・鎮東両軍節度使となり、両浙地方（浙江省の東部と西部のこと）を支配した。
907年に朱全忠が後梁を誕生させると、これに臣従して呉越王とされ、後梁を後唐が滅ぼすとこれにも臣従して、北の呉と南の閩に対抗した。
内政面では農地開発や首都の杭州の拡大修築を行い、海上貿易により高麗や日本とも通交した。またその利益を持って僧侶や文化人の保護も行った。その一方で、民衆に対しては鳥・魚・卵など生活用品に消費税を取り立てていた。

### 2代・銭元瓘
銭鏐が932年に死去すると、七男の銭元瓘が跡を継ぐ。銭元瓘は内政に勤めて租税を減らすなどの措置を行って良く治まった。この時期に北の呉は簒奪されて南唐となり、呉越に対しての攻撃を行うがこれに耐えた。しかし941年に杭州で大火が起こり、この時に負傷してまもなく死去した。

### 3代・銭弘佐
その後を銭元瓘の六男の銭弘佐が継ぐ。946年に南の閩は内紛を起こして混乱し、それに乗じた南唐軍が攻め込んでくると閩は呉越に対して救援を求めてきた。しかし呉越は逆に閩に対して侵攻し、福建の北の要所である福州を占領した。

### 4代・銭弘倧
翌年に銭弘佐は死去し、弟の銭弘倧が後を継ぐ。銭弘倧は軍人たちの掌握に失敗して、948年に反乱が起きて、銭弘倧は退位させられて弟の銭弘俶が後を継ぐ。銭弘倧は幽閉先で詩作と酒に耽り、971年に死去した。

### 5代・銭弘俶
銭弘俶の時代には最強の敵である南唐が後周の攻撃を受けて、領土を奪われ弱体化したことで呉越は平穏となる。呉越からも後周の攻撃に乗じて南唐に対して侵攻をかけたが、これは失敗に終わる。960年に宋が誕生し、975年に宋が南唐を攻めると、呉越もこれに参加して南唐への攻撃に加わった。宋の大軍の前に南唐が滅ぶと、宋と直接国境を接するようになった呉越はどうしようもなくなり、978年に銭弘俶は宋へ国を献じて自ら終わりを告げた。銭弘俶は開封へ移り住み、宋から淮海国王に封ぜられて、988年に死去した。
銭弘俶の子孫は宋の皇室や外戚と婚姻を重ねる事で生き残った。

## 文化
歴代の呉越王は仏教を信仰すること篤く、銭弘俶は仏塔を8万4千基作って経典を封じて領内に配った。一部は日本にも伝来し、宝篋印塔のモデルとなっている。
またこの土地の陶磁器の窯元である越州窯を後援し、栄えさせた。

## 国際関係

### 呉越国の対外政策
山崎覚士によれば、呉越は五代十国時代の南方諸国のなかでも中原王朝にもっとも信任され、歴代の呉越国王は十国全体の盟主（「真王」）として扱われていたという。
また初期の呉越は長江・東シナ海・南シナ海の結節点としての地政学的優位を活かし、中原王朝主導の中華秩序とは別個に自国を中心とする海上勢力圏の形成を模索していたという見解がある。
実際、呉越は朝鮮半島の後百済などに独自の冊封を行っているほか、北は渤海国・遼、東は日本と国交や通商があり、南でも閩や南漢と通婚している。

### 日本との関係について
呉越は935年にはじめて日本と国交を開いた。翌936年には、藤原忠平が呉越王に書を送り、良好な関係を築こうとした。940年には藤原仲平が、947年に藤原実頼が、953年に藤原師輔も呉越王に書を送った。957年には呉越王が黄金を送った。
しかし、大陸で統一の機運が高まると呉越の力も弱まり、やがて通航も途切れた。

## 呉越の統治者
| 代数 | 廟号・諡号  | 名前                             | 字   | 生没年        | 在位          |
| ---- | ----------- | -------------------------------- | ---- | ------------- | ------------- |
| １   | 太祖 武粛王 | 銭鏐（せんりゅう）               | 具美 | 852年 - 932年 | 907年 - 932年 |
| ２   | 世宗 文穆王 | 銭元瓘（せんげんかん）、初名伝瓘 | 明宝 | 887年 - 941年 | 932年 - 941年 |
| ３   | 成宗 忠献王 | 銭弘佐（せんこうさ）             | 元祐 | 928年 - 947年 | 941年 - 947年 |
| ４   | 忠遜王      | 銭弘倧（せんこうしゅう）         | 隆道 | 928年 - 971年 | 947年 - 948年 |
| ５   | 忠懿王      | 銭俶（せんしゅく）、初名弘俶     | 文徳 | 929年 - 988年 | 948年 - 978年 |

## 関連する作品
- 田中芳樹「潮音」（講談社『異色中国傑作短編大全』所収） - 呉越第三代国王・銭弘佐を主人公とする短編小説。